# 烏普蘭
烏普蘭（瑞典語：Uppland）是位於瑞典中部，斯韋阿蘭地方的一個舊省。與南曼蘭、西曼蘭、耶斯特里克蘭陸上相鄰。